# Попрад-Татры (аэропорт)
Аэропорт Попрад-Татры (словац. Letisko Poprad-Tatry) (ИАТА: TAT, ИКАО: LZTT) — аэропорт, расположенный в словацком курортном городе Попрад, является одним из самых высокогорных аэропортов Европы, находясь на высоте 718 метров над уровнем моря, что на 150 м выше, чем Аэропорт Инсбрука в Австрии, но на 989 м ниже, чем Аэропорт Самедан в Швейцарии.

## История
Первый полевой военный аэродром в Попраде появился в 1938. Перевозки начались в 1943 на линии Братислава — Слиач — Три Дуба — Попрад — Прешов. В 1970 перед чемпионатом мира по лыжному спорту была построена бетонная полоса и новое здание аэропорта. В бывшей Чехословакии Попрад-Татры был третьим по значению аэропортом. Самым успешным годом для аэропорта был 1976, когда он обслужил 156 тыс. пассажиров.

## Характеристика
Бетонная полоса 09/27 имеет длину 2600 метров и ширину 45 м. Угол — 3,5o, в распоряжении есть навигационное оборудование ILS I категории.

## Авиакомпании и направления
Wizz Air UK в настоящее время является единственным оператором, выполняющим регулярные рейсы в аэропорт Попрад-Татры и обратно, соединяя аэропорт с аэропортом Лутон в Лондоне:

## Пассажиропоток
Данные из запроса в Викиданные.

Пассажиропоток в аэропорту до 2014 года:
| Год  | Пассажиропоток | Изменения |
| ---- | -------------- | --------- |
| 2000 | 12,780         | н/д       |
| 2005 | 18,335         | н/д       |
| 2010 | 27,693         | н/д       |
| 2013 | 24,565         | н/д       |
| 2014 | 31,694         | +29.0%    |
| 2015 | 85,224         | +172.7%   |
| 2016 | 84,030         | -1.4%     |
| 2017 | 80,605         | -4.1%     |
| 2018 | 88,387         | +9.7%     |
| 2019 | 94,249         | +6.5%     |
| 2020 | 24,189         | -74,54%   |
| 2021 | 15,481         | -36,0%    |

## Авиакатастрофы и происшествия
- 20 декабря 1980 года Ту-134 восточногерманской авиакомпании Inteflug, следовавший из Берлина в Будапешт получил сообщение о том, что на борту заложена бомба, заявив, что бомба взорвется, как только самолет опустится ниже 600 метров. Так как аэропорт Попрад находится на высоте 718 метров, самолет перенаправили туда. При приземлении был обнаружен рюкзак, который не принадлежал никому из пассажиров[6].
- По данным словацкой полиции, во время учений с участием полицейских собак в аэропорту Попрада 2 января 2010 г. офицер пограничной полиции Словакии заложил два образца взрывчатых вещества, которые, по словам экспертов, были более мощными, чем TNT, среди багажа пассажиров, летевших рейсом авиакомпании Danube Wings из Попрада в Дублин. Собаки нашли оба предмета, но один из них, пакет с 95 граммами вещества, полицейский случайно оставил среди багажа. Когда он понял свою ошибку, то уведомил об этом администрацию аэропорта, но не свое начальство, о чем оно узнало только 4 января 2010 года[7].
- 3 августа 2012 года во время строительных работ вертолет Ми-8 компании ТЕХМОНТ несколько раз летал к горной хижине Чата под Рысьми, расположенной на высоте 2250 метров над уровнем моря. При выгрузке груза (пронесенного на тросе под вертолетом) при крутом спуске через долину свободный конец троса ударился о лопасти рулевого винта, что привело к его повреждению. Экипаж смог доставить вертолет в аэропорт Попрада, но при заходе на посадку управлять вертолетом становилось все труднее, пока он не совершил аварийную посадку в пределах периметра аэропорта и не перевернулся на бок с разрушенными несущим винтом и хвостовой частью. Двое из трех членов экипажа на борту получили легкие травмы[8].
- 26 мая 2021 года после приземления в аэропорту у Aerospool WT-9 Dynamic разрушилось переднее колесо, пилот остался невредимым[9].